# Joachim von Düben den yngre
Joachim von Düben den yngre, född 21 oktober 1708, död 27 januari 1786, var en svensk friherre, ämbetsman och politiker.

## Biografi
Han var son till kapellmästaren och hovmarskalken Anders von Düben den yngre och dennes första hustru, Ulrica Friedenreich, vars far var hovapotekare. Modern avled när han var barn, och fadern gifte om sig två gånger, och fick sammanlagt fjorton barn.
von Düben inträdde 1724 i kungliga kansliet, blev kabinettssekreterare hos drottning Ulrika Eleonora 1733, assessor i Kommerskollegium 1739, kommerseråd 1753 och statssekreterare 1759. 
von Düben stod till en början hovet nära, men råkade 1762 i häftig strid med Fredrik Carl Sinclair, hans gynnade medtävlare och drottningens förtroende. von Düben gled nu alltmera över mot mösspartiet och blev som avfälling ytterligt hatad av sina forna meningsfränder. Flera gånger stoppades han av kungamakten vid förslag till riksråd. 
Efter författningsändring 1766 som gjorde att riksdagen kunde övervinna sådant kungligt motstånd, blev han till sist utsedd till riksråd samma år. Han förlorade dock detta uppdrag vid regeringsskiftet efter hattarnas seger 1769. 
Åter vald till riksråd 1772, som kanslipresident och frihetstidens siste regeringschef, blev han avskedad efter Gustav III:s statskupp och därefter utan politiskt inflytande.

## Familj
von Düben var först gift med Catharina Eleonora Temming, dotter till Hendrik Temminck, holländsk generalguvernör över holländska kolonin Surinam. De fick sex barn, däribland överhovmästarinnan och konstnären Fredrika Eleonora von Düben. Han gifte sedan om sig med Cornelia Florentina Hildebrand. Därefter med Ulrika von Rosenheim.
I samband med en renovering av Botkyrka kyrka 2024–2025, upptäckte arkeologerna en krypta som visade sig innehålla Joachim von Dübens familjegrav.